# Orchestina moaba
Orchestina moaba là một loài nhện trong họ Oonopidae.
Loài này thuộc chi Orchestina. Orchestina moaba được miêu tả năm 1935 bởi Ralph Vary Chamberlin & Ivie.